# Manta Ray (sous-marin)
Le Manta Ray est un prototype (ou démonstrateur de technologie) à grande échelle de robot sous-marin autonome (UUV), conçu aux États-Unis par Northrop Grumman pour la Defense Advanced Research Projects Agency (DARPA). Il est conçu afin de réaliser des missions sous-marines océaniques de longue durée et à grande distance, à des profondeurs où les sous-marins avec équipage ne peuvent pas descendre. Il tire son nom du poisson appelé « raie manta » en français.

## Contexte
L’armée américaine s’intéresse de plus en plus aux technologies sans équipage et à leur application sur le champ de bataille. La Marine américaine cherche à constituer une flotte dite « hybride », en augmentant les capacités opérationnelles de ses marins et ses Marines avec des machines intelligentes et des équipements spécialisés. La Marine a conçu son projet de combiner plateformes habitées et non habitées en trois phases successives de maturation : 
- Durant les exercices 2024 à 2028, prototypage et expérimentation ;
- Au cours des exercices 2029 à 2033, achat et utilisation ;
- Atteinte de la pleine capacité opérationnelle dans les années qui suivent[2].

Le Manta Ray est l’un des nombreux systèmes navals sans pilote qui sont conçus par les agences de recherche du Pentagone et qui se retrouveront probablement dans la flotte de la Marine. Celle-ci annonce en 2021 qu’elle commence la construction en Californie d’une installation qui abritera un grand nombre de ces systèmes, ainsi que les activités de test auxquelles ils seront soumis.
Le Manta Ray est construit dans le cadre d’un programme de la Defense Advanced Research Projects Agency (DARPA),,,,, visant à faire progresser les technologies clés au profit des futures conceptions d’UUV, y compris les techniques de gestion de l’énergie, l’augmentation de la capacité de charge utile, ou la propulsion à faible puissance,,. Le programme Manta Ray est un effort en plusieurs phases qui vise à faire la démonstration des technologies critiques pour une nouvelle classe d’UUV de longue endurance, à longue portée, capables d’emporter une charge utile importante,. Ces UUV donneront au commandant en chef des capacités de combat supplémentaires, sans perturber les opérations en cours, et ils pourront être déployés en totale autonomie vis-à-vis des ports de guerre et des navires avec équipage,,. Le programme utilise une approche disciplinée de l’ingénierie des systèmes pour définir les objectifs des systèmes de démonstration et identifier les technologies critiques pour les systèmes futurs. Le programme comprendra la démonstration en mer de ces technologies critiques,.
Le Manta Ray est un exemple de biomimétisme dont le principe est de s’inspirer du vivant pour mettre au point de nouvelles technologies. Les projets militaires faisant appel au biomimétisme tendent à devenir de plus en plus nombreux. Ainsi, l’entreprise turque Albayrak Savunma avait dit travailler, dans le cadre du programme Wattozz, sur un modèle de mine marine reproduisant le comportement d’un hypotrème (c’est-à-dire d’une raie), en collaboration avec l’Université technique de Karadeniz.

## Historique
La DARPA lance le programme Manta Ray en 2020,. En mars 2020, la DARPA annonçe qu’elle retient quatre industriels pour mener à bien ce projet, dont Lockheed Martin Advanced Technology Laboratories, Northrop Grumman Systems Corporation, Martin Defense Group [ex-Navatek] et Metron Inc.,,. Cette première phase se concentre sur des approches de test préliminaires pour la gestion de l’énergie des véhicules, la fiabilité, la navigation et l’évitement d’obstacles, entre autres. Selon un communiqué de presse de la DARPA, la phase 1 s’est conclue avec des examens critiques de la conception qui ont démontré la maturité de la conception et ont permis de passer à la phase 2. Les entreprises sélectionnées travailleront durant celle-ci sur des essais de sous-systèmes, suivis de la fabrication et de démonstrations dans l’eau de véhicules intégrés à grande échelle,,.
La DARPA passe à la phase 2 en décembre 2021, en sélectionnant Northrop Grumman Systems Corp. et Martin Defense Group / PacMar Technologies pour poursuivre le programme, et attribue à ces deux maîtres d'œuvre des contrats distincts pour concevoir et construire des versions préliminaires des véhicules de démonstration grandeur nature,,,,,, selon un communiqué publié le 20 décembre par l’agence de recherche du Pentagone.
La société Northrop Grumman, spécialisée dans les technologies de défense, est le troisième plus grand entrepreneur de défense au monde lorsqu’on les classe en fonction des revenus liés à la défense. La société a gagné 32,4 milliards de dollars en 2022, selon l’analyse du Top 100 de Defense News. Northrop Grumman est un leader des systèmes autonomes, de l’intelligence artificielle et de l’apprentissage automatique, et un pionnier des nouvelles capacités dans le domaine sous-marin depuis plus de 50 ans,,,,. La société a lancé la construction d’un nouveau laboratoire d’intégration et d’essai de systèmes qui utilisera la modélisation et la simulation pour tester le logiciel du système avant de le charger sur le véhicule sous-marin sans pilote.
Le véhicule sous-marin Manta Ray est construit dans les installations de Northrop Grumman à Annapolis dans le Maryland. Après quatre ans de travail, Northrop Grumman déclare qu’il a terminé la construction de son prototype le 8 avril 2024,. Cela coïncide avec le premier jour de la conférence Sea-Air-Space (SAS) de la Navy League dans le Maryland. Northrop Grumman partage en ligne la première photo du Manta Ray, dont la maquette est exposée sur le stand Northrop Grumman au SAS 2024. L’image est assombrie sur les bords et devant une toile de fond clairsemée, mais montre son corps en forme de planeur et son nez arrondi. On ne voit pas grand-chose de sa queue, qui est dans l’obscurité, probablement pour cacher quelques détails intéressants (c’est plus ou moins la même approche que Northrop Grumman et l’US Air Force avaient eu avec le bombardier B-21 Raider) et ses dimensions ne sont pas indiquées.
Une vidéo publiée par la DARPA illustre comment l’UUV pourrait fonctionner, glissant à quelques mètres au-dessus du fond de l’océan. À un moment de la vidéo, le véhicule déploie une charge utile plus petite (peut-être un capteur) qui quitte l’UUV pendant plusieurs instants, commence à émettre un signal, puis revient vers le Manta Ray.
En 2024, une photo de Google Maps montre le Manta Ray amarré à la base navale de Port Hueneme. Peu après, la photo est supprimée.

## Origine du nom et du design

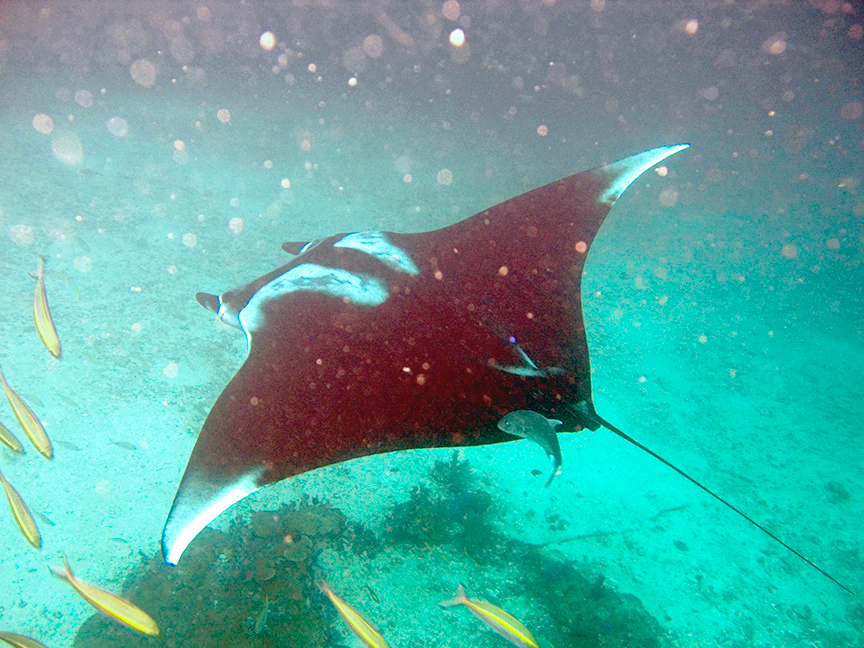
Raie manta

Le Manta Ray tire son nom de l'énorme poisson « ailé »,,, appelé raie manta, l’une des créatures les plus gracieuses et majestueuses de l’océan. La forme du corps d’une raie manta est extrêmement efficace pour nager sous l’eau, permettant à l’animal géant de glisser dans l’eau avec des battements lents et gracieux de ses nageoires en forme d’ailes. Cette méthode de glissement leur permet de conserver l’énergie et de maximiser l’efficacité du mouvement. Cela a si bien fonctionné pour les raies qu’elles sont restées relativement inchangées pendant 100 millions d’années. 
La société assume cette inspiration sur son site Web, en y écrivant : « Une raie manta est une créature sociale qui fréquente les eaux tropicales de la Grande Barrière de corail. Leur curiosité et leur nature ludique font de la raie manta un favori parmi les plongeurs. Inspiré par le vol plané gracieux de ces magnifiques créatures marines, Northrop Grumman crée une nouvelle classe d’UUV pour les missions sous-marines, ».

## Conception
Northrop Grumman décrit le Manta Ray comme « un planeur sous-marin extra-large ». Son design unique est inspiré de son homonyme la raie manta, dont il imite le mode de « vol » sous-marin, extrêmement utile pour un drone conçu pour fonctionner de manière autonome pendant de longues périodes. Certes il ne bat pas des ailes, mais il utilise apparemment de petites hélices pour se déplacer. Le Manta Ray effectuera des missions sous-marines de longue durée, à long rayon d'action, sera capable de transporter une charge utile importante, et pourra être mis en œuvre sans avoir besoin d'un soutien logistique ou d’intervention humaine,,,,,,. Le Manta Ray peut opérer à des profondeurs inaccessibles aux submersibles traditionnels, marquant ainsi une étape majeure vers l’exploration et la surveillance autonomes des grands fonds. Il effectuera des missions dans les profondeurs océaniques où les humains ne peuvent pas aller,,.
Northrop Grumman a développé son véhicule de démonstration à grande échelle en utilisant plusieurs attributs de conception novateurs, qui soutiennent la vision de la Defense Advanced Research Projects Agency (DARPA) consistant à mettre en œuvre une technologie révolutionnaire pour créer une « surprise stratégique »,,. Le Manta Ray combine les caractéristiques suivantes : 
- Grande capacité de charge utile, pour accomplir une grande variété de missions[1],[4].
- Autonomie, sans avoir besoin d’une logistique humaine sur place[1],[4].
- Économe en énergie, avec la possibilité de se poser au fond de la mer et de s’y mettre en mode « veille » à faible puissance[1],[4],[6] tout en récupérant l’énergie dans son environnement[9],[12]. Le drone doit non seulement utiliser des quantités minimales d’énergie, mais aussi récolter l’énergie de la mer. La capacité de renouveler son approvisionnement en énergie permet de réduire la taille et le poids du drone, ce qui le rend plus petit et plus difficile à détecter. Contrairement à un drone de surface, le Manta Ray ne peut pas utiliser l’énergie solaire et recharger ses batteries à partir d’un panneau solaire. En effet la lumière du soleil diminue rapidement à mesure qu’on s’enfonce dans l’océan, et le drone devrait remonter à la surface pour charger ses batteries, ce qui le rendrait vulnérable à la détection. Mais une autre source d’énergie possible est l’énergie houlomotrice. Dans une vidéo de la DARPA de 2022, le drone étend ce qui semble être un dispositif rétractable de collecte d’énergie houlomotrice, qui convertit le mouvement de l’eau en électricité. Cela permet au drone de rester au fond de l’océan et de recharger ses batteries sans risquer d’être repéré par l’ennemi[10].
- De conception modulaire pour faciliter son déploiement opérationnel, le drone tient dans cinq conteneurs d’expédition standard et peut être assemblé sur le terrain dans le monde entier[1],[4],[6].

Le programme Manta Ray permet de faire progresser des technologies clés qui profiteront aux futures conceptions d’UUV. Cela inclut (la liste n’est pas exhaustive), :
- De nouvelles technologies de gestion de l’énergie et de récupération d’énergie sous-marine à des profondeurs pertinentes sur le plan opérationnel[9],[5].
- Des systèmes de propulsion sous-marine à faible puissance et à haut rendement[9],[5].
- De nouveaux moyens sous-marins de faible puissance de détection et de classification des dangers ou des menaces de contre-détection[9],[5],[10].
- Des technologies de gestion de mission pour des durées prolongées, tout en tenant compte des environnements maritimes dynamiques[9],[5].
- Des technologies uniques pour exploiter les ensembles de données maritimes existants et exploiter de nouveaux paramètres maritimes pour une navigation à haute efficacité[9],[5].
- De nouvelles approches pour atténuer l’encrassement biologique, la corrosion et autres types de dégradation des matériaux lors des missions de longue durée[9],[5],[10]. L’encrassement biologique est constitué par les couches d’organismes vivants qui se déposent sur les parties d’un navire en contact permanent avec l’eau, comme les balanes, les méduses et les algues, ce qui peut encrasser les pièces mobiles[10],[11].

Selon Northrop Grumman, le Manta Ray aura une capacité de commandement, de contrôle et de communication (C3). Les données qu’il collectera aideront les forces amies à prendre de meilleures décisions et à prendre l’avantage sur son adversaire lors des missions,,. Cela en fera un élément essentiel de la guerre sous-marine et de la vision JADC2 (Joint All Domain Command and Control) du DoD », a déclaré Alan Lytle, le vice-président « stratégie et solutions de mission » de Northrop Grumman,,.

## Utilisations

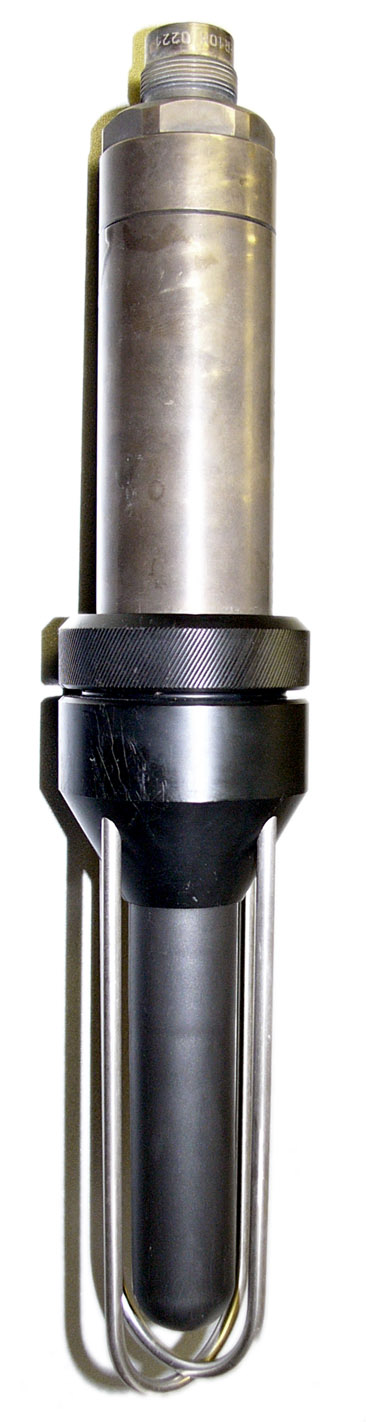
Hydrophone

L’une des utilisations possibles du Manta Ray est comme système de surveillance et de collecte de renseignement. Dans une vidéo, le drone semble flotter sur un réseau d’hydrophones. Les hydrophones, également connus sous le nom de « sonar passif », sont essentiellement des microphones géants qui écoutent l’océan pour guetter les sons révélateurs de la présence de sous-marins ennemis. Ils ne produisent pas d’émissions détectables, utilisent un minimum d’électricité. Ils collectent souvent d’énormes quantités de données, mais une intelligence artificielle pourrait filtrer ces données et ne transmettre que les signaux suspects à des analystes humains pour une étude plus approfondie. 
À l’heure actuelle, la Marine s’appuie sur des navires de surface spécialisés et sur des réseaux d’hydrophones statiques pour suivre les sous-marins hostiles. Les navires sont relativement vulnérables aux attaques et devraient être mis à l’abri en temps de guerre. Et les réseaux, une fois que leur emplacement est connu, peuvent être détruits. 
À l’avenir, la marine pourrait déployer une flotte de dizaines de Manta Rays équipés d’hydrophones, par exemple, en mer de Chine méridionale. Là, ils pourraient assurer un suivi constant des navires de guerre de surface et des sous-marins chinois, alors qu’ils se déplacent d’une zone de couverture de Manta Rays à une autre. Les capacités de commandement et de contrôle que le programme de la DARPA envisage d’intégrer aux drones signifient que le système pourrait apprendre au fil du temps, en partageant de nouvelles données sur les sous-marins ennemis, comme leurs signatures acoustiques et les bruits particuliers émis par chaque navire individuellement.
Ses technologies avancées de propulsion et de furtivité le rendent particulièrement apte à la lutte anti-sous-marine. Une flotte de Manta Rays pourrait devenir un réseau anti-sous-marin mobile, capable de se déployer d’une zone à l’autre. Certains drones pourraient être utilisés pour localiser et suivre les sous-marins ennemis, tandis que d’autres pourraient transporter des armes, telles que la torpille anti-sous-marine légère Mark 46, et les tirer une fois qu’un sous-marin ennemi confirmé est à portée. Ces torpilles légères ont une puissance suffisante pour blesser mortellement un sous-marin.